# Young at Heart
Young at Heart is een film uit 1954 onder regie van Gordon Douglas met in de hoofdrollen Doris Day en Frank Sinatra.
Young at Heart is een remake van de film Four Daughters van Michael Curtiz uit 1938 en gaat over de eenzame en sombere pianist Barney Sloane die verliefd wordt op een van de zeer uitgelaten dochters van muziekleraar Gregory Tuttle. Zowel Four Daughters als Young at Heart zijn weer gebaseerd op het korte verhaal Sister Act van Fannie Hurst.
De film werd uitgebracht in de week voor Kerstmis in de VS en was zeer populair in de bioscopen in de eerste maanden van 1955. Oorspronkelijk zou de film een andere titel krijgen, maar Sinatra had het nummer Young at Heart ook solo ingezongen en uitgebracht. Het nummer steeg snel op de Billboard hitlijst (hoogste notering nummer 2) en was erg populair. De producenten maakten gebruik van de populariteit en namen Young at Heart als filmtitel. Op zich heeft de titel Young at Heart weinig met de inhoud van de film te maken.

## Verhaal
In het huis van muziekleraar en weduwnaar Gregory Tuttle in Connecticut is het een gezellige en vrolijke boel. De dochters van Tuttle, Fran, Laurie en Amy delen de passie van hun vader voor muziek. Afgezien van Fran die is verloofd met Robert, hebben de zusjes geen trouwplannen. Dat verandert als Alex Burke het huis binnenkomt. Alex is een componist uit New York en de zoon van een oude vriend van Tuttle. Hij trekt gelijk in en begint aan het componeren van een Broadwaymusical. Ondertussen maakt hij ook werk van de zusjes Tuttle die diep onder de indruk van hem zijn. Na een tijdje valt Alex als een blok voor Laurie en geeft haar een armband. Omdat hij hulp nodig heeft met de arrangementen nodigt Alex zijn vriend Barney Sloan, een pianist, uit. De wat stuurse Sloan weet ondanks zijn knorrige manier van doen toch iets los te maken bij Laurie en Tante Jessie, de ongehuwde zuster van Tuttle. Ze horen het geklaag van Barney over zijn ongelukkige leven vol medeleven aan en proberen de pianist wat op te vrolijken en zijn houding te veranderen. Laurie ziet in Barney een groot componist en moedigt hem aan een liedje, dat hij gedeeltelijk klaar heeft, te voltooien. Langzamerhand ontdooit Barney voor de charmes van Laurie. Als echter Alex het meisje ten huwelijk vraagt, besluit ze voor de lol ja te leggen. De aankondiging van de verloving tussen Alex en Laurie, verstoort enigszins het voorgenomen huwelijk van Fran en Robert, die besluiten de datum te verplaatsen. De derde dochter, Amy, is ook verrast door de verloving, zij heeft namelijk een oogje op Alex. Ook Barney is teleurgesteld en hij begint de familie te mijden, maar Laurie zoekt hem op haar trouwdag op en hoort van Barney dat haar zusje Amy verliefd is op haar aanstaande. Aanvankelijk is ze geïrriteerd door deze opmerking maar al snel ziet ze in dat Barney gelijk heeft. Aangezien ze niet echt verliefd is op Alex wil ze de weg vrijmaken voor Amy en stuurt een telegram naar haar familie waarin ze schrijft dat ze ervandoor is met Barney. Enige maanden later wonen Barney en Laura in New York en leiden noodgedwongen een zuinig bestaan. Hun enige inkomsten zijn afkomstig van het werk dat Barney als pianist verdient. Het vlot niet zo met zijn carrière als liedjesschrijver, maar Laurie probeert hem toch zover te krijgen te krijgen dat hij liedje dat hij nooit heeft afgemaakt nu voltooid. Het ongeluk stapelt zich op als Barney een lucratief aanbod mist om te spelen in Zuid-Amerika omdat hij geen geld voor een vliegticket heeft. Zijn depressie groeit, ondanks de toenemende affectie en liefde van Laurie, die nu beseft dat ze echt van hem houdt. Met Kerstmis bezoeken ze de Tuttlefamilie. Ook Alex is er. Zijn musical is een succes en Barney is jaloers op hem. Zeker als Laurie de armband teruggeeft die Alex haar ooit gaf. Niet lang daarna rijdt Barney Alex naar het treinstation. Hij keert terug in een sneeuwstorm en zijn depressie is nu op een hoogtepunt. Expres rijdt hij de auto van de weg en verongelukt. De Tuttlefamilie snelt naar het ziekenhuis en Laurie is in tranen. De dokter zegt dat er weinig hoop is voor Barney en Laurie gaat bij zijn bed zitten. In de veronderstelling dat Barney snel zal sterven, vertelt ze dat ze zwanger van hem is. De dokter komt en haalt Barney op voor zijn operatie. Wonder boven wonder herstelt Barney echter. Een jaar vieren ze met hun zoon Pasen bij de Tuttles. Barney is geheel hersteld en speelt eindelijk zijn voltooide liedje.

## Rolverdeling
| Acteur           | Personage      |
| ---------------- | -------------- |
| Doris Day        | Laurie Tuttle  |
| Frank Sinatra    | Barney Sloan   |
| Gig Young        | Alex Burke     |
| Ethel Barrymore  | Jessie Tuttle  |
| Dorothy Malone   | Fran Tuttle    |
| Robert Keith     | Gregory Tuttle |
| Elisabeth Fraser | Amy Tuttle     |

## Scenario
Young at Heart was gebaseerd op Four Daughters (1938) van Michael Curtiz. In deze film krijgt de hoofdpersoon ook een auto-ongeluk, maar overlijdt aan de gevolgen. Sinatra weigerde om de rol van Barry Sloan te spelen als de film geen ander einde zou krijgen. Hij wilde niet dat het personage Sloan zou sterven. Zijn tegenspeelster, Doris Day, betreurde deze beslissing. Ze was ervan overtuigd dat de film met het dramatische eind veel meer impact zou hebben. Haar man, filmproducent Martin Melcher, was het met haar eens en probeerde om de film uit te brengen met het dramatische einde en onder een andere titel, maar uiteindelijk kreeg Sinatra zijn zin.

## Productie
Hoewel Sinatra en Day op de set goed met elkaar konden opschieten, boterde het niet zo tussen Sinatra en de man van Day, Martin Melcher. Melcher zorgde er niet alleen voor dat Doris Day als eerste werd genoemd op de filmtitels en de affiches, maar probeerde ook de film aan te passen in het voordeel van zijn vrouw. Hij wendde zijn invloed aan Doris Day meer en beter in beeld te brengen dan Sinatra. Een woedende Sinatra liep naar Jack Warner, de studiobaas van Warner Brothers en eiste dat Melcher van de set werd verbannen. Warner schrok omdat Sinatra hem voor de keus stelde, 'of ik eruit of Melcher eruit'. Warner koos voor zijn ster en gaf de beveiliging orders om er streng op toe te zien dat Melcher niet meer op de set kwam. Tussen de opnames in waarschuwde Sinatra zijn tegenspeelster voor haar man. Hij was ervan overtuigd dat Melcher Doris Day gebruikte om verder te komen in de filmwereld en dat de man een oplichter was. Day sloeg zijn advies in de wind om er in 1968 achter te komen dat Melcher al het geld had verbrast, dat ze met filmen had verdiend. Melcher was overigens niet de enige die erachter kwam dat Sinatra veel invloed had bij de studiobazen. Toen Charles Lang, de cinematograaf, erg lang deed over het uitlichten van scènes en het instellen van camera's raakte Sinatra geïrriteerd. Hij stond er om bekend dat hij nooit repeteerde en nooit meer dan één take deed voor een scène. Toen Lang ook nog begon te eisen dat verschillende scènes diverse keren moesten worden opgenomen, was de maat vol. Lang vloog er uit en werd vervangen door Ted D. McCord. Aan de andere kant kon Sinatra ook heel aardig zijn voor zijn medespelers en de technici. Hij was erg voorkomend naar de al veel oudere Ethel Barrymore, die te rol van Tante Jessie speelde. Barrymore kon nauwelijks meer lopen en zat tussen de opnames in een rolstoel. Om haar een beetje op te monteren, organiseerde Sinatra een verrassingsfeestje voor haar verjaardag; een gebaar dat zij erg op prijs stelde.

## Muziek
De volgende liedjes zijn in de film te horen:
- "Just One of Those Things" (Cole Porter) Gezongen door Frank Sinatra
- "Someone to Watch Over Me" (George Gershwin/Ira Gershwin) Gezongen door Frank Sinatra
- "One for My Baby (and One More for the Road)" (Harold Arlen/Johnny Mercer) Gezongen door Frank Sinatra
- "Hold Me in Your Arms" (Ray Heindorf/Charles Henderson/Don Pippin) Gezongen door Doris Day
- "Ready, Willing and Able" (Floyd Huddleston/Al Rinker/Dick Gleason) Gezongen door Doris Day
- "Till My Love Comes Back to Me" (Paul Francis Webster/Felix Mendelssohn-Bartholdy) Gezongen door Doris Day
- "There's a Rising Moon for Every Falling Star" (Sammy Fain/Paul Francis Webster) Gezongen door Doris Day
- "You, My Love" (Jimmy Van Heusen/Mack Gordon) Gezongen door Doris Day en Frank Sinatra
- "Young at Heart" (Johnny Richards/Carolyn Leigh) Gezongen door Doris Day en Frank Sinatra

Omdat Doris Day en Frank Sinatra onder contract stonden bij verschillende platenmaatschappijen werd er geen soundtrack van de film uitgebracht. Wel zongen Day en Sinatra op verschillende LP's nummers van de film in. Het beeld van Sinatra in de film, een cynische loner, in pak en met hoed zou iconisch worden voor Sinatra in de jaren vijftig. In de film staat hij vaak bij de piano, hoed achterover op zijn hoofd, sigaret losjes in de hand en een glas whisky onder handbereik. In zijn optreden en plaatopnames in de jaren zou Sinatra dit imago cultiveren.